# Echinopsis caineana
Echinopsis caineana là một loài thực vật có hoa trong họ Cactaceae. Loài này được (Cárdenas) D.R.Hunt mô tả khoa học đầu tiên năm 1991.